# Décès en novembre 1912
Décès
- 1908
- 1909
- 1910
- 1911
- 1912
- 1913
- 1914
- 1915
- 1916

Pour une information complémentaire, voir la page d'aide.

| Date        | Nom        | Pays                 | Activités          | Âge | Source |
| ----------- | ---------- | -------------------- | ------------------ | --- | ------ |
| 21 novembre | André Frey | Drapeau de la France | Aviateur français. | 26  |        |